# Winkler Prins (scholengemeenschap)
Winkler Prins is een openbare school voor voortgezet onderwijs in de gemeente Veendam. De school biedt alle vormen van voortgezet onderwijs, van praktijkschool tot en met gymnasium. De school is in 1866 opgericht door en vernoemd naar de plaatselijke dominee Anthony Winkler Prins, de schrijver van de bekende Winkler Prins Encyclopedie.
De school is georganiseerd in kleine deelscholen met eigen teams. 
- Locatie Raadsgildenlaan 1: Brugklas, mavo, 2e klassen vmbo, HAVO en VWO bestuurder en centrale administratie
- Locatie Raadsgildenlaan 11: kader en basistechniek, economie, klassen 3 en 4.
- Locatie Raadsgildenlaan 7: brugklasgebouw.
- Locatie Raadsgildenlaan 9: Kader en basis
- Locatie Salwaplein 2: alle eersteklassers en hoger van het Praktijkonderwijs theorie en praktijk.

Daarnaast heeft de Winkler Prins een Tussenvoorziening Time Out aan de Parallelweg 25 voor leerlingen die door omstandigheden geen reguliere lessen kunnen volgen.
Winkler Prins Veendam is diep geworteld in de Veenkoloniën. In oktober 2016 vierde de school het feit dat Veendam dankzij Anthony Winkler Prins in 1866 als eerste plattelandsgemeente de deuren van de Hogere Burgerschool kon openen.
De huidige Winkler Prins is door fusies met meerdere scholen ontstaan: Rijks Hogere Burgerschool Veendam, Mulo Veendam, De Vaart Veendam (ontstaan uit een fusie tussen Technische School Veendam, Mavo Wildervank, Huishoudschool Veendam, Leao Muntendam).
Sinds 1992 is in het vroegere gebouw van Rijks HBS en Winkler Prins Lyceum, een rijksmonument van architect J.A.W. Vrijman uit 1910, het Veenkoloniaal Museum gevestigd.

## Bekende oud-leerlingen
- Evelien Bosch, presentatrice en programmamaakster
- Carolina Dijkhuizen, zangeres, actrice en presentatrice
- Daan Everts, diplomaat
- Roelien Kamminga, topambtenaar en politica
- Dick Lukkien, voetballer en voetbaltrainer
- Harm Meijer, journalist, dichter en politicus
- Geert Jan Olsder, wiskundige en hoogleraar
- Wim Pijbes, kunsthistoricus, museumdirecteur en bestuurder
- Ard van der Tuuk, politicus en burgemeester
- Bert Visscher, cabaretier